# Ostschild
Der Ostschild oder Polnisch Tarcza Wschód ist ein Programm zur militärischen Verstärkung der polnischen Grenze zu Russland (bzw. ihrer Enklave Kaliningrad) und der Grenze zu Belarus. 

## Geschichte
Das Programm wurde im Mai 2024 vom polnischen Ministerpräsidenten vorgestellt und wird von 2024 bis 2028 umgesetzt. Ziel des Programms ist, im Falle eines Krieges mit Belarus und Russland, Invasionen ihrer Streitkräfte zu behindern und somit die Mobilität der polnischen Truppen zu erhöhen und damit auch die Sicherheit der Bevölkerung und eigenen Sicherheitskräfte zu erhöhen. Das Programm ist abgestimmt mit den anderen NATO- und EU-Partnern, vor allem mit den baltischen Staaten. Auch im Inneren ist das Projekt abgestimmt zwischen dem Verteidigungsministerium, das die Federführung hat, dem Innenministerium, Ministerstwo Aktywów Państwowych und dem Infrastrukturministerium. Ostschild soll sich zusammensetzen aus Panzersperren, Panzergräben, Landminenfeldern, Stahl- und Stacheldrahtzäunen, Wassergräben, Bunkern für Soldaten und Schutzräumen für Zivilisten sowie Antidronensystemen. Zudem wird in die Kommunikationsinfrastrukur investiert durch das Aufstellen von Überwachungs- und Infrarotkameras sowie Antennen. Ostschild wird auch als Beitrag zur Verteidung der NATO-Ostflanke gesehen. Wo entlang der Grenzen natürliche Barrieren, wie Wälder, Seen, Flüsse und Sümpfe liegen, wird auf die Errichtung des Ostschildes verzichtet. Das Programm ist nicht mit dem polnischen Grenzzaun, dem Bariera na granicy polsko-białoruskiej, an der Grenze zu Belarus zu verwechseln, der im Zuge der Migrationskrise (der Instrumentalisierung von Migranten durch Belarus) aufgestellt wurde. Allerdings gingen polnische Politiker vor dem Bau von Ostschild auch davon aus, dass Russland im Rahmen seines hybriden Krieges gegen Europa die Grenze zu Polen nutzen könnte, um afrikanische und asiatische Einwanderer illegal nach Europa zu bringen, wie Belarus dies bereits getan hatte.
Die Kosten werden mit 11 Milliarden Złoty bzw. umgerechnet 2,3 Milliarden Euro veranschlagt.